# Chrysichthys rueppelli
Chrysichthys rueppelli es una especie de pez de la familia Claroteidae en el orden de los Siluriformes.

## Morfología
• Los machos pueden llegar alcanzar los 20 cm de
longitud total.

## Distribución geográfica
Se encuentran en África: río Nilo.